# Membrane basale

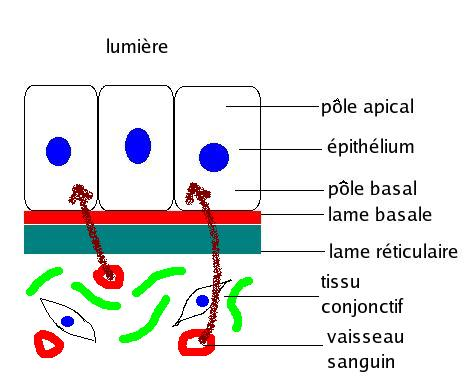

La membrane basale est une matrice extracellulaire particulière qu'on trouve à l'interface entre un épithélium et un tissu conjonctif (souvent qualifié de chorion). Sa perméabilité régule les échanges de molécules, en particulier de nutriments, entre les deux tissus. Elle contribue également à la cohésion structurale de l'épithélium.
Elle est constituée d'une lame basale d'origine épithéliale et d'une lame réticulaire d'origine conjonctive. Cette lame réticulaire peut être plus ou moins épaisse; quand elle est trop fine, on ne peut pas voir la membrane basale en microscopie optique, mais elle est toujours visible en microscopie électronique.
Elle est constituée de molécules telles la laminine, le collagène de type III (réticuline), IV et VII, ainsi que des glycosaminoglycanes, colorables à l'APS.
Au niveau de la peau, la membrane basale sépare les cellules de l'épiderme et le derme. Les cellules germinatives de l'épiderme se fixent à la membrane basale par des hémidesmosomes.